# Herman Ring
Herman Anakreon Ring, född 14 september 1859 i Altuna socken, död 24 augusti 1927 i Stockholm, var en svensk journalist och författare.
Herman Ring var son till komministern Herman Ring. Han avlade mogenhetsexamen 1881 i Stockholm och studerade därefter vid Uppsala universitet till 1884, varefter han blev journalist vid Svenska Dagbladet där han stannade till 1894. Samtidigt var han 1885–1886 andre redaktör i Ny Illustrerad Tidning och 1887–1889 redaktör för Svenska Familj-Journalen Svea. 1895–1907 var han medarbetare i Nya Dagligt Allehanda, 1908–1910 redaktör för Nordische Correspondenz, en korrespondensserie i tyska tidningar, och 1910–1921 medarbetare i Aftonbladet. 
Ring var en mångsidig och berest journalist. Särskilt hade han starka teaterintressen, som resulterade i ett flertal böcker som Teatern under skilda tider (1887), Meiningarne (1888), Spridda drag ur de kungliga teatrarnes historia med anledning af deras stängande (1888), samt Teaterns historia från äldsta till nyaste tid (1898) som främst behandlar teaterarkitekturen. 
Han utgav även ett arbete om Stockholms slott, Sveriges konungaborg (1898–1899) samt redigerade minnesskriften Oscar II. Sveriges konung (1908). Ring framträdde även som skönlitterär författare med en samling Dikter (1885), översatte Heinrich Heines Buch der Lieder (Sångernas bok, 1885) samt utgav i översättning ett band dikter, bland annat japanska, under titeln, Främmande toner (1895), varjämte han översatte och bearbetade ett femtiotal teaterpjäser. Ring var även verksam inom nykterhetsrörelsen och från 1922 förste sekreterare i Landsföreningen för folknykterhet utan förbud.
Han var från 1888 gift med Jacobine Jacobsen (1862–1912) från Danmark, som medverkade i tidningar och tidskrifter samt 1894–1897 redigerade Svenska Familj-Journalen Svea.